# Out Among the Stars
Out Among the Stars är ett album av Johnny Cash, utgivet av Legacy Recordings 2014. Albumet innehåller outgivna inspelningar gjorda i Columbia Studios, 1981 och 1111 Sound Studios, 1984. Inspelningarna som lades på hyllan av Columbia Records hittades 2012 av Cash-experter på Legacy och John Carter Cash, son till Johnny och June Carter Cash under arbetet med att katalogisera alla inspelningar med Johnny Cash som finns hos Sony Music och hans föräldrars arkiv i Hendersonville, Tennessee.
Albumet som är producerat av Billy Sherrill, som vid tidpunkten var A&R på CBS Records i Nashville, innehåller förutom Johnny Cash på solosång även duetter med June Carter Cash samt Waylon Jennings.
Out Among the Stars är det fjärde postumt utgivna albumet sedan Johnny Cash dog 2003.

## Låtlista
1. "Out Among the Stars" (Adam Mitchell) – 3:04
2. "Baby Ride Easy" (Richard Dobson) – 2:45
3. "She Used to Love Me a Lot" (Kye Fleming, Dennis Morgan, Charles Quillen) – 3:12
4. "After All" (Ed Bruce, Patsy Bruce) – 2:51
5. "I'm Movin' On" (Hank Snow) – 3:11
6. "If I Told You Who It Was"  (Bobby Braddock, Curly Putman) – 3:07
7. "Call Your Mother" (Johnny Cash) – 3:19
8. "I Drove Her Out of My Mind" (Gary Gentry, Hillman Hall) – 3:02
9. "Tennessee" (Rick Scott) – 3:29
10. "Rock and Roll Shoes" (Graham Lyle, Paul Kennerley) – 2:43
11. "Don't You Think It's Come Our Time" (Tommy Collins) – 2:19
12. "I Came to Believe" (Johnny Cash) – 3:29
13. "She Used to Love Me a Lot" (Charles Quillen, Dennis Morgan, Rhonda Fleming) – 3:23 (Bonusspår på den Europeiska utgåvan.)

## Medverkande musiker
- Johnny Cash – sång, gitarr
- June Carter Cash – sång på "Baby Ride Easy" och "Don't You Think It's Come Our Time"
- Waylon Jennings – sång på "I'm Movin' On"
- Jerry Kennedy – gitarr
- Pete Drake – slidegitarr
- Hargus "Pig" Robbins – piano
- Henry Strzelecki – elbas
- Marty Stuart – gitarr och fiol

## Mottagande
Skivan fick ett blandat mottagande när den kom ut med ett snitt på 3,2/5 baserat på nio recensioner.